# La pelle (romanzo)
(dall'Incipit)
La pelle è un romanzo dello scrittore italiano Curzio Malaparte, pubblicato nel 1949. Narra dell'occupazione alleata in Italia dal 1943 al 1945.
Nel romanzo, ambientato in massima parte a Napoli, Malaparte pone in contrasto l'innocenza (e ingenuità) dei soldati americani con la disperazione e corruzione degli italiani sconfitti; soprattutto mette in dubbio le facili interpretazioni moralistiche del conflitto.
Il libro attinge molto, come il precedente Kaputt, all'esperienza di guerra dell'autore, che dal novembre 1943 al marzo 1946 svolse le funzioni di ufficiale di collegamento aggregato all'Alto Comando statunitense in Italia (Kaputt è invece basato sulle esperienze di Malaparte sul fronte russo, dove era nella doppia veste di ufficiale del Regio Esercito e corrispondente del Corriere della Sera).
Nel 1950 il libro venne condannato dal Vaticano e messo all'Indice dei libri proibiti (Index Librorum Prohibitorum).
Da questo romanzo è stato tratto il film omonimo del 1981, diretto da Liliana Cavani.

## Edizioni
- La pelle, Roma-Milano, Aria d'Italia, 6 dicembre 1949,  p. 416.

1ª Edizione:
2ª Edizione:
3ª Edizione:
4ª Edizione:
5ª Edizione (21.03.1950): in 200 copie di cui: 100 copie su carta colorata firmate dall'Autore + 70 copie numerate 1/70 + 30 copie fuori commercio numerate I/XXX
- La pelle, con documenti inediti a cura di Enrico Falqui, Firenze, Vallecchi, 1959,  p. 493.  Collana Economica, Vallecchi, 1965, pp.275
- La pelle, Collana Garzanti per tutti: romanzi e realtà, Garzanti, 1967,  p. 333.
- La pelle, Introduzione di Luigi Baldacci, Collana Oscar n. 911, Milano, Mondadori, 1978,  p. 299.
- La pelle, Collana Oscar classici moderni n. 39, Milano, Mondadori, 1991,  p. 332.
- La pelle, Biblioteca di Repubblica n. 96, Roma, Gruppo Editoriale L'Espresso, 2003,  p. 315.
- La pelle, prefazione di Giuseppe Montesano, Collana Premi Strega, Torino, UTET, 2006,  p. 458.
- La pelle, a cura di Caterina Guagni e Giorgio Pinotti, Collana Fabula, Milano, Adelphi, 2010,  p. 379, ISBN 978-88-459-2528-3.  Collana Gli Adelphi, Adelphi, 2015, ISBN 978-88-45-93037-9.